# BMW Ljubljana Open 2011
Il BMW Ljubljana Open 2011 è stato un torneo professionistico di tennis maschile giocato sulla terra rossa. È stata la 20ª edizione del torneo, facente parte dell'ATP Challenger Tour nell'ambito dell'ATP Challenger Tour 2011. Si è giocato a Lubiana in Slovenia dal 19 al 25 settembre 2011.

## Partecipanti

### Teste di serie
| Nazionalità | Giocatore           | Ranking* | Testa di serie |
| ----------- | ------------------- | -------- | -------------- |
| Slovenia    | Blaž Kavčič         | 98       | 1              |
| Argentina   | Leonardo Mayer      | 119      | 2              |
| Slovenia    | Grega Žemlja        | 121      | 3              |
| Italia      | Paolo Lorenzi       | 135      | 4              |
| Spagna      | Pablo Carreño Busta | 141      | 5              |
| Serbia      | Nikola Ćirić        | 160      | 6              |
| Croazia     | Antonio Veić        | 163      | 7              |
| Canada      | Frank Dancevic      | 164      | 8              |

- 1 Ranking al 12 settembre 2011..

### Altri partecipanti
Giocatori che hanno ricevuto una wild card:
- Toni Androić
- Tomislav Brkić
- Tom Kočevar-Desman
- Tilen Žitnik

Giocatori che sono passati dalle qualificazioni:
- Mirza Bašić
- Daniele Giorgini
- Dino Marcan
- Diego Schwartzman
- Enrico Burzi (lucky loser)

## Campioni

### Singolare
Paolo Lorenzi ha battuto in finale  Grega Žemlja, 6–2, 6–4

### Doppio
Aljaž Bedene /  Grega Žemlja hanno battuto in finale  Roberto Bautista Agut /  Iván Navarro, 6–3, 6(10)–7, [12–10]